# Trevor Vincent
Trevor Anthony Vincent (ur. 27 kwietnia 1938) – australijski lekkoatleta, długodystansowiec, mistrz igrzysk Imperium Brytyjskiego i Wspólnoty Brytyjskiej, olimpijczyk.

## Kariera sportowa
Zdobył złoty medal w biegu na 3000 metrów z przeszkodami na igrzyskach Imperium Brytyjskiego i Wspólnoty Brytyjskiej w 1962 w Perth, wyprzedzając Maurice’a Herriotta z Anglii i swego kolegę z reprezentacji Australii Rona Blackneya. Odpadł w eliminacjach tej konkurencji na igrzyskach olimpijskich w 1964 w Tokio.
Był mistrzem Australii w biegu na 3000 metrów z przeszkodami w 1960/1961, 1961/1962, 1963/1964 i 1965/1966, w biegu na milę w 1960/1961 oraz w biegu na 3 mile w 1962/1963, wicemistrzem w biegu na 3000 metrów z przeszkodami w 1957/1958 i 1962/1963 oraz w biegu na milę w 1962/1963 i 1964/1965, a także brązowym medalistą w biegu na 3000 metrów z przeszkodami w 1958/1959, w biegu na 3 mile w 1964/1965 i w biegu przełajowym na 10 kilometrów w 1963.
Pięciokrotnie poprawiał rekord Australii w biegu na 3000 metrów z przeszkodami do czasu 8:39,0, uzyskanego 2 lutego 1964 w Sydney.
W 2008 otrzymał Order Australii.

## Rekordy życiowe
Rekordy życiowe Vincenta:
- bieg na milę – 4:01,7 (28 stycznia 1963, Dunedin)
- bieg na 10 000 metrów – 29:12,6 (15 września 1963, Sydney)
- bieg na 3000 metrów z przeszkodami – 8:39,0 (2 lutego 1964, Sydney)